# Јаворник (Вареш)
Јаворник је насељено мјесто у општини Вареш, Босна и Херцеговина.

## Становништво
|             | 2013.       | 1991.        |
| Укупно      | 95 (100,0%) | 259 (100,0%) |
| Хрвати      | 94 (98,95%) | 217 (83,78%) |
| Остали      | 1 (1,053%)  | 5 (1,931%)   |
| Југословени | –           | 33 (12,74%)  |
| Бошњаци     | –           | 4 (1,544%)1  |
| Срби        | –           | 0 (0,000%)   |

1. 1 На пописима од 1971. до 1991. Бошњаци су пописивани углавном као Муслимани.